# Lamin Jabbi
Lamin Jabbi ist ein gambischer Jurist und Politiker. Seit November 2024 ist er Kommunikationsminister seines Landes.

## Werdegang
Jabbi hat einen Bachelor in Social Legal Sciences und den Bachelor of Laws an der Savitribai Phule Pune University in Pune, Indien, einen LL.M. in Information Technology Law an der Coventry University und einen Master in Kommunikationsmanagement an der Buckinghamshire New University erworben. Er hat zwei Postgraduierten-Diplome in Arbeitsrecht und Arbeitsschutz von der Universität in Pune und in Telekommunikationsmanagement von der University of Hull.
1999 begann er als Rechtsanwalt in einer Kanzlei in Kanifing. Er war ferner bei einem gambischen Telekommunikationsunternehmen, der Rwanda Utilities Regulatory Agency (RURA) in Kigali, Ruanda und einer Unternehmensberatung tätig. 2014 wurde er Generaldirektor der Gambia Submarine Cable Company (Mitglied des Betreiberkonsortiums des Seekabelsystems Africa Coast to Europe).
Am 18. November 2024 wurde er von Präsident Adama Barrow als Nachfolger von Ousman A. Bah zum Minister für Kommunikation und digitale Wirtschaft ernannt.